# Garett Bolles
Garett Bolles (Walnut Creek, California, 27 de mayo de 1992) es un jugador profesional estadounidense de fútbol americano que se desempeña en la posición de offensive tackle en Denver Broncos, equipo de la National Football League (NFL).

## Carrera
Fue seleccionado en la primera ronda en la Reunión Anual de Selección de Jugadores de la NFL de 2017. Hizo su debut profesional con el equipo Denver Broncos, donde lleva jugando siete temporadas.